# Kostni zlom
Kostni zlom ali zlom kosti je poškodba, pri kateri pride do preloma v strukturi kosti. Lahko je posledica nenadnega udarca oz. prevelikega pritiska, lahko pa se kost prelomi tudi ob izpostavljenosti normalnim silam, če je šibkejša zaradi določenega bolezenskega stanja, npr. osteoporoze ali kostnega raka. V tem primeru govorimo o patološkem zlomu.
Če zlomljena konca kosti ostaneta pod kožo, imenujemo tak zlom zaprti (preprosti) zlom. Če oba konca štrlita skozi kožo, je to odprti zlom. Zlom z dislokacijo nastane, če se konca prelomljene kosti premakneta iz normalnega anatomskega položaja.
Vrsta zloma je odvisna od kota in jakosti sile, ki deluje na kost, ter od prizadetega dela kosti. Vrste zlomov:
- Prečni zlom
- Kominutivni zlom
- Spiralni zlom
- Paličasti zlom